# DLL (Finanzdienstleister)
Die De Lage Landen International B.V., kurz  DLL, ist eine global tätige Finanzierungs- und Leasinggesellschaft mit einem Portfolio von nahezu 35 Milliarden Euro an Wirtschaftsgütern. Das 1969 gegründete Unternehmen mit Hauptsitz im niederländischen Eindhoven bietet Finanzierungsangebote für Objekte aus den Bereichen Landwirtschaft, Lebensmittel, Bau, Industrie, Transport, Bürotechnologie und Gesundheitstechnik. DLL arbeitet mit Herstellern, Händlern und Lieferanten in über 30 Ländern zusammen und ist im Bereich Einzelhandelsfinanzierung, Händlereinkaufsfinanzierung und Finanzierung von Gebrauchtmaschinen tätig. Das Unternehmen ist eine hundertprozentige Tochtergesellschaft der Rabobank Group.
DLL hat seit 1987 auch eine deutsche Niederlassung in Düsseldorf.
Vor dem Hintergrund der Covid-19-Pandemie verzeichnete DLL im Jahr 2020 einen vierprozentigen Rückgang des Portfolios auf 34,9 Milliarden Euro und einen Nettogewinn von 180 Millionen Euro. 2021 konnte das Unternehmen sein Portfolio wieder auf 37,4 Milliarden Euro erhöhen und einen Nettogewinn von 586 Millionen Euro verzeichnen, ein Anstieg von 226 Prozent im Vergleich zum vorigen Jahr. Ebenso ging 2021 Bill Stephenson, CEO, nach 35 Jahren bei DLL in Rente. Seine Position wurde von Cornelius G.M. van Kemenade übernommen  (Annual Report 2021). Im Jahr 2016 wurde DLL als eines der Top Fünf European Leasing Unternehmen ausgezeichnet.

## De Lage Landen Leasing GmbH
Die De Lage Landen Leasing GmbH mit Sitz in Düsseldorf ist eine hundertprozentige Tochtergesellschaft der De Lage Landen International B.V. Deutsche Niederlassung, Düsseldorf. Diese Gesellschaft gehört der De Lage Landen International B.V., Eindhoven. Das Unternehmen agiert im Wesentlichen als Anbieter für Finanzierungslösungen in Form von Leasing, Mietkauf, Factoring sowie Mobilitätslösungen für gewerbliche Kunden in Deutschland.

## Geschichte
De Lage Landen wurde 1969 von der Rabobank und Interpolis als Kreditunternehmen gegründet. Seit 1990 besteht ein Joint-Venture mit Agco-Finance und seit 2000 ein Joint-Venture mit Cargobull-Finance, einer Kooperation mit Schmitz Cargobull. Im Jahr 2014 wurde das Unternehmen unter dem Motto „see what counts“ in DLL umfirmiert. Seit 1990 arbeitet DLL im Rahmen des Joint-Ventures Agco Finance mit dem Unternehmen Agco zusammen. Zusätzlich entstand im Jahr 2000 das Joint-Venture Cargobull-Finance aus einer Kooperation mit Schmitz Cargobull.
1982 wurden die operativen Leasingverhältnisse, die die Basis für die Lieferantenfinanzierung wurde, eingeführt. Im gleichen Jahr wurde das Autoleasing eingeführt. Nach Europa expandierte man 1987, nach Nordamerika elf Jahre später. Das Tokai Financial Services, ein Unternehmen, das sich auf Kleinanlagenfinanzierungen konzentrierte, wurde 1999 erworben. Im Jahre 2002 expandierte man nach Südamerika und Australien, 2004 nach Asien. 2005 wurde die  Telia Finans ein internationales Car Leasing Unternehmen akquirierte.
Die Athlon Car Lease, ein internationales Car Leasing Unternehmen wurde 2006 erworben. Nach Zentral- und Osteuropa wurde 2006 expandiert. In den Niederlanden wurde das Freo Online Consumer Finance 2007 eingeführt. In Indien wurden 2011 die Geschäftstätigkeiten aufgenommen. Die Car Leasing Anbieters Athlon wurde 2016 an Daimler Financial Services verkauft. Der Geschäftsbereichs Dutch Financial Solutions durch die Rabobank übernommen. Im Jahr 2018 konnte DLL sich bereits zum zehnten Mal in Folge den Titel als „Nr. 1 Anbieter von Finanzierungen“ in den Vereinigten Staaten von Amerika sichern. 2019 feierte DLL sein 50-jähriges Jubiläum.

### DLL International EMEA-Raum (Europa, Mittlerer Osten & Afrika)
- Start: 1969 in Niederlande;
- DLL agiert im EMEA-Raum in 22 Ländern (Österreich, Belgien, Dänemark, Finnland, Frankreich, Deutschland, Großbritannien, Irland, Italien, Luxemburg, Niederlande, Norwegen, Polen, Portugal, Rumänien, Russland, Schweden, Schweiz, Spanien, Südafrika, Türkei, Ungarn);
- 2014 wurden 53 % des Leasingportfolios von DLL im EMEA-Raum generiert;

### Amerika
- Start in der Region im Jahr 1998 / Expansion nach Amerika in 1998;
- In 6 Ländern vertreten (Argentinien, Brasilien, Chile, Kanada, Mexiko und den USA);
- 2014 wurden 41 % des Leasingportfolios von DLL in Amerika generiert;

### Asien-Pazifik
- Expansion in den Asien-Pazifik-Raum in 2002;
- In 8 Ländern etabliert (Australien, China, Hong Kong, Indien, Neuseeland, Singapur und Südkorea);

### Produkte
DLL ist in folgenden Bereichen tätig:
- Leasing
- Mietkauf
- Händlereinkaufsfinanzierung / Absatzfinanzierung
- Fleet Solutions
- Miete
- Gebrauchsmaschinenleasing